# Reico
Die Reico Radio GmbH war von 1919 bis 1933 ein eigenständiger deutscher Hersteller insbesondere von Röhrenradios. Der Firmensitz war in Berlin.

## Geschichte

### Firmenname
Die Firma wurde 1919 von Max Reinhardt und Kurt Getreuer als Masstechnische Anstalt Max Reinhardt & Co. GmbH gegründet, 1922 erfolgte die Umbenennung in Max Reinhardt & Co. GmbH mit dem Namenszusatz Fabrik elektrischer Messgeräte.
1931 erfolgte die Gründung der Reico Radio GmbH (abgeleitet von Max Reinhardt & Co.) als alleiniges Vertriebsunternehmen für die Erzeugnisse der Max Reinhardt & Co GmbH.

### Produkte
Nach Gründung des Unternehmens sowie zu Beginn der 20er Jahre wurden v. a. Präzisionsinstrumente und Variometer insbesondere fürs das Ausland produziert. Hinzu kamen Radios, die 1924 erstmals mit dem Schriftzug Reico hergestellt wurden.

### Unternehmensstruktur
Mitte der 20er Jahre gab es ca. 160 Mitarbeiter, die fast alle Einzelteile im Betrieb selbst herstellten. Anfang der 30er waren es etwa 500 Angestellte. Zu der Zeit hatte Reico im In- und Ausland einen Marktanteil von 5,35 % und lag damit auf dem siebten Platz.
Max Reinhardt verließ die Firma Max Reinhardt & Co. GmbH im Jahr 1926, alleiniger Inhaber und Geschäftsführer wurde Kurt Getreuer.
Werner Brandeis übernahm 1931 die Geschäftsführung der neu gegründeten Reico Radio GmbH.
Da die Firmenleiter Juden waren, mussten sie 1933 fliehen; Brandeis ging in die USA, Kurt Getreuer zunächst in die Tschechoslowakei. Am 13. September 1933 meldeten beide Betriebe Konkurs an. Neuer Eigentümer wurde die Nationalsozialistische Volkswohlfahrt (NSV).
Getreuer gründete in Steenwijkerland in den Niederlanden ein neues Elektrogeschäft, das inzwischen sein Enkel leitet.